# Константийска епархия
 Тази статия е за историческата и православната епархия.  За римокатолическата вижте Константийска епархия (Римокатолическа църква).  
Константийската епархия (на гръцки: Ιερά Επισκοπή Κωνσταντίας) е титулярна епархия на Вселенската и на Българската патриаршия. През X век Константийска е една от десетте епископии на Пловдивската митрополия. Изказвани са мнения, че центърът на епископията Константия е град Костенец, но тъй като центърът на другата пловдивска епископия Левки е идентифициран с Белово, това предположение е отхвърлено. Петър Мутафчиев пише, че според арабския географ Мохамед ал-Идриси той се намирал на 40 мили югоизточно от Бероя, следователно към Хасково и Харманли.
Константийски е титулярна епископия на Българската патриаршия от 22 декември 1985 година.

## История
Титулярни епископи на Вселенската патриаршия
| Име     | Управление                    | Забележка                                              |
| ------- | ----------------------------- | ------------------------------------------------------ |
| Герман  | 10 април 1955 – 14 март 1965  | викарий на Американската архиепископия                 |
| Сотирий | 27 януари 1974 — 15 март 1979 | викарий на Американската архиепископия, в торонтски м. |

Титулярни епископи на Българската патриаршия
| Име      | Управление                          | Забележка |
| -------- | ----------------------------------- | --- |
| Григорий | 22 декември 1985 – 27 февруари 1994 | викарий на Старозагорската и на Великотърновската митрополия, ректор на Пловдивската и на Софийската семинария, във великотърновски м. |
| Гавриил  | 1 октомври 1998 – 1999              | от стобийски е. на Алтернативния синод, в неврокопски м. на Алтернативния синод                                                        |
| Антоний  | 23 март 2008 – 27 октомври 2013     | викарий на Пловдивската митрополия в Смолян, в западно и средноевропейски м.                                                           |
| Яков     | 20 декември 2016 - 25 октомври 2020 | викарий на Пловдивската митрополия в Пазарджик, в доростолски м.                                                                       |
| Михаил   | 26 септември 2021                   | викарий на Ловчанската митрополия |